# Květa Fialová
Květa Fialová (ur. 1 września 1929 we wsi Veľké Dravce na Słowacji, zmarła 26 września 2017 w Pradze) – czeska aktorka teatralna, filmowa, telewizyjna i dubbingowa.
Po zakończeniu II wojny światowej pracowała w Teatrze Śląska Cieszyńskiego w Czeskim Cieszynie, a następnie w latach 1946–1950 studiowała aktorstwo w Akademii Sztuk Scenicznych im. Janáčka w Brnie. Po studiach pracowała w teatrach w Opawie (1950–1951), Czeskich Budziejowicach (1951–1954), Kolínie (1954–1956) w Czechach i w Martinie na Słowacji (1956–1957). Od 1958 związała się z Teatrem ABC (Divadlo ABC) w Pradze.

## Filmografia
- 1951: Wesoła trójka – murarka Lída
- 1964: Lemoniadowy Joe – Tornado Lou
- 1966: Slečny přijdou později – sekretarka Barborka (głos)
- 1966: Pociągi pod specjalnym nadzorem – hrabina
- 1967: Koniec agenta W4C – Alice
- 1970: Piekielny miesiąc miodowy – redaktorka
- 1971: Babcia – księżna pani
- 1973: Kronika gorącego lata – Erna
- 1973: Trzy orzeszki dla Kopciuszka – królowa (głos, wersja czeska)
- 1976–1977: Trzydzieści przypadków majora Zemana –
  - pani Vlasta (odc. 9),
  - Anicka Horáková (odc. 16)
- 1978: Adela jeszcze nie jadła kolacji – hrabina Thunová
- 1980: Gra ciałem – żona Diviša
- 1981: Szpital na peryferiach – recenzentka rozprawy Karela Sovy (odc. 18)
- 1987: Królowa Śniegu (głos)
- 1993: Powrót Arabeli – Nockemellerová (odc. 1, 4, 6, 15-17, 21)
- 1999: Wszyscy moi bliscy – stara Silbersteinová
- 2006: Wycieczkowicze – Šarlota

## Czeski dubbing
- 1964: Markiza Angelika – pierwsza dama dworu
- 1965: Angelika i król – La Voisin
- 1967: Fantomas kontra Scotland Yard – Lady Mac Rashley
- 1968: Z powodu Alberta (pierwsza wersja dubbingowa) – Odile
- 1968: Czy nasi bohaterowie zdołają odszukać przyjaciela zaginionego tajemniczo w Afryce? – Marisa Sabatini
- 1976: Tatort – Helga Helm
- 1978: Le chasseur de chez Maxim's – Germaine
- 1981: Złodziej z Bagdadu – Perizadah
- 1981: La vie continue
- 1985: Północ-Południe
- 1986: Il diavolo e l'acquasanta – żona Diviša
- 1986: Kasia i kosmici
- 1988: Opowieść o troskliwych misiach – wróżka
- 1990: Noyade interdite – Hazelle
- 1990: Nadine – Vera
- 1990: Jonatana i czarownica – czarownica
- 1990: Uno sceriffo extraterrestre... poco extra e molto terrestre
- 1992: Gliniarz w przedszkolu – Eleanor Crisp
- 1992: Wiedźmy (pierwsza wersja dubbingowa) – Helga Eveshim
- 1994: Jalna – Adeline Whiteoak
- 1998: Morderstwa w Midsomer
- 2000: Der Bär ist los! – wróżka
- 2000: Dinozaur – Baylene

źródło: 